# وگا رادیو
وگا رادیو (انگلیسی: Vega Radio) شرکت هوافضای روس است، که در سال ۱۹۴۴ تأسیس شده و متخصص تولید رادار نظامی و غیر نظامی و پهباد است. از پروژه های مهم این شرکت رادار پرنده وگا ام است که بر روی برییف آ-۵۰ نصب شده و پروژه دیگر آن سیستمهای الکترونیک بکار رفته در برنامه فضایی آلماز بوده است.
وگارادیو رادارها و تجهیزات لبزری زیادی برای هواپیماهای میگ و توپولوف و پروژه های فضایی شوروی و روسیه طراحی و ساخته است.

## هيئت مدیره
لیست اعضای هیئت مدیره OJSC مربوط به Vega برای 2010-2011:
    یوری بوریسوف - معاون اول کمیسیون نظامی و صنعتی تحت دولت فدراسیون روسیه ، رئیس هیئت مدیره OJSC نگران وگا
    Vladimir Stepanovich Verba - مدیر کل - طراح کل OJSC Vega
    Karavaev Igor Evgenivich - دبیر ایالتی ، معاون وزیر صنعت و تجارت فدراسیون روسیه
    میخائیل ایوانوویچ لیکاژین - مدیر وزارت دولت فدراسیون روسیه
    Potapov Pavel Alekseevich - معاون آژانس مدیریت املاک فدرال
    ولادیسلاو نیکولاویچ پوتیلین
    اولگ فرولوف - معاون آژانس فدرال تهیه سلاح ، نظامی ، تجهیزات و مواد ویژه

## مدیر عامل
Vladimir Stepanovich Verba

## بورد مدیران
هیئت مدیره شامل 11 عضو (یازده) عضو است که با تصمیم هیئت مدیره OJSC در 25 ژوئن 2010 ، شامل موارد زیر هستند: شامل موارد زیر است:
رئیس هیئت مدیره شرکت:
Vladimir Stepanovich Verba - مدیر کل - طراح کل OJSC Vega
اعضای هیئت مدیره شرکت:
    آندری آرتیوک - معاون کل استراتژی شرکت ها و توسعه اقتصادی OJSC نگران وگا
    Leonid Vorontsov - معاون مدیر کل OJSC مربوط به Vega برای فناوری ها
    Davydkin Alexander Petrovich - معاون مدیر کل - مدیر اجرایی OJSC Vega
    Georgy Valerievich Elyushkin - رئیس گروه مالی OJSC Vega
    Alexander Minchenko - معاون مدیر کل OJSC مربوط به VEGA برای مدیریت املاک و پشتیبانی قانونی است
    Vyacheslav Mikhev - مدیر کل OJSC "IMC" نگران "Vega"
    Anatoly Peresypkin - معاون طراح عمومی سیاست فنی - مدیر تحقیق و توسعه OJSC Vega
    الكساندر تیكونوویچ سیلكین - معاون كل سیاست علمی و فنی OJSC نگران Vega
    الكساندر واسیلیویچ فرولوف - معاون طراح عمومی پروژه های نوآورانه OJSC نگران Vega
    دیمیتری Shchcherbakov - معاون مدیر کل تولید OJSC Vega

## تاریخچه
دسامبر ۲۰۲۲ تغییر مدیرعامل 
سرگئی والریوویچ بعنوام مدیر عامل وگا کانسرن منصوب شد و   جایگزین ویاچسلاو میخویف شد که از این پس بعنوان طراح اصلی عمل میکند.  سرگئی والریوویچ فارغ التحصیل اقتصاد از دانشگاه سن پترزبورگ است و میخیوف فارغ التحصیل مهندسی است که بیش از ۵۰ مقاله علمی در زمینه مخابرات دارد.

### 2020: توافق با Aeroxo برای توسعه و ساخت پهپاد
آنها می توانند برای حمل و نقل ، کنترل یخ در مناطق شمال دور و همچنین به عنوان بخشی از پروژه های پیچیده برای نظارت بر امکانات بلند مدت استفاده شوند. زیرساخت های بحرانی Rostec این موضوع را در 17 ژوئن 2020 اعلام کرد.
طرفین قصد دارند تا تلاش ها را در توسعه و تولید انبوه وسایل نقلیه هوایی بدون سرنشین متحد کنند. توافق نامه مربوطه توسط مدیر کل نگرانی Vega (بخشی از Roselectronics) Vyacheslav Mikhev و مدیر کل Aeroxo Eldar Razroev امضا شد. در اینجا بیشتر بخوانید

### 2006
در سال 2006 ، تحت رهبری A. A. Antonyuk ، RSA سیستم مشاهده سطح زمین هواپیمای SU-24MR بهبود یافت. سیستم ضبط اطلاعات عکاسی با یک دیجیتال (درایو مغناطیسی سخت) جایگزین شده است. پالایش رادار ، در واقع ، نوسازی عمیق است. اجرای آن با استفاده از فن آوری های پیشرفته برای به دست آوردن ، پردازش و رمزگشایی تصاویر ، سطح کیفی جدیدی از سنجش مؤثر از سطح زمین را فراهم می کند. هنگام نصب یک محصول مدرن ، تبدیل هواپیما و تغییر الگوریتم خدمه در پرواز لازم نیست.
نتایج عملکرد تجهیزات مدرن نشان دهنده راندمان و قابلیت اطمینان بالا است ، در حالی که سیستم پردازش و ضبط دیجیتال یک تصویر رادار با کیفیت بالا از زمین با وضوح آزیموت و دامنه ای از بیش از 1.2-3 متر تشکیل می دهد ، که 7- است. 10 برابر بهتر از سیستم قبلی. زمان به دست آوردن تصویری برای رمزگشایی (از لحظه خاموش شدن موتورهای هواپیما تا شروع رمزگشایی) از 4 تا 6 ساعت به 20 - 30 دقیقه کاهش می یابد. یک ایستگاه کاری جدید برای پردازش اطلاعات مبتنی بر زمین ، متشکل از یک رایانه شخصی و یک دستگاه چاپ ، داده های ناوبری (مختصات ، حالت های پرواز) را در هر نقطه از تصویر رادار در حالت اتوماتیک می خواند.

### 2005: آواکس نیروی هوایی هند
با مشارکت فعال CB Luch OJSC و NPP Rubin OJSC ، اجرای یک قرارداد صادراتی را برای ایجاد یک سیستم کنترل ارتباط و رهگیری برای هواپیمای هشدار اولیه نیروی هوایی هند آغاز کرد (Bangalore ROC ، مدیر عامل برنامه بین المللی A.V. Vinogradny). سیستم ارتباطی ارتباط رادیویی یک هواپیمای AWACS را با اشیاء متقابل در محدوده موج های مختلف ، از جمله از طریق یک تکرار کننده نصب شده بر روی ماهواره زمین مصنوعی فراهم می کند. سیستم کنترل رهگیری ارزیابی خودکار تهدیدها را برای اشیاء دفاع شده از هواپیماهای دشمن انجام می دهد ، و هدف مبارزان در اهداف شناسایی شده و انجام هواپیما در مسیرهای داده شده است.
مطابق با تصمیمات رئیس تسلیحات نیروهای مسلح فدراسیون روسیه A.P. Sitnov و رئیس اداره اصلی کارمندان کل نیروهای مسلح فدراسیون روسیه V.V. Korabelnikova ، OJSC نگرانی وگا شروع به توسعه یک مجتمع سنجش از راه دور رادار چند فرکانس با دیافراگم سنتز شده و پردازش تطبیقی دیجیتالی اطلاعات "imark" ، طراحی شده برای مشاهده سطح زمین و آب کرده است. 

### Lopment تحت نظارت A.V. Dzenkevich و V.A. Plyushchev.
این مجموعه منحصر به فرد همزمان در چهار طول موج (از 4 سانتی متر تا 2.5 متر) با پولاریزاسیون های مختلف کار می کند. برای اولین بار ، هنگام پردازش اطلاعات ، از الگوریتم های فوکوس خودکار برای به دست آوردن تصاویر رادار بسیار آموزنده از اشیاء پنهان شده توسط دود ، مه ، پوشش گیاهی و همچنین برف یا خاک در عمق 50-70 متر از سطح استفاده می شود. مرجع مختصات دقیق با توجه به سیستم ناوبری ماهواره ای. این مجتمع دارای یک مزیت بدون شک نسبت به آنالوگهای خارجی در عمق نفوذ به محیط مورد بررسی با حفظ وضوح است. سرعت پرواز بالای هواپیمای حامل (600 کیلومتر در ساعت) و باند ضبط زمین گسترده (24 کیلومتر) عملکرد بالای تیراندازی رادار (14400 کیلومتر مربع در هر ساعت پرواز) را با هزینه کم تعیین می کند. قادر است اطلاعات را به سرعت در صفحه نمایش داده و آن را از طریق یک خط ارتباطی به یک نقطه کنترل مرکزی یا محلی منتقل کند. دامنه برنامه های آن به طور غیرمعمول گسترده است.

### سیستم های رادار پیش هشدار
هدف اصلی که سالها سرنوشت علمی موسسه و وضعیت آن را تعیین می کرد ، با ایجاد سیستم های حمل و نقل هوایی برای تشخیص اولیه رادار (AWACS) همراه است. اولین مجتمع حمل و نقل هوایی داخلی مجتمع لیانا (طراح اصلی V.P. ایوانف) در یک هواپیمای TU-126 بود که توسط هواپیماهای دفاعی هوایی پذیرفته شد و برای یک ربع قرن در سربازان بود.
بهبود و گسترش بیشتر قابلیت های عملکردی مجتمع های AWACS در جهت افزایش دامنه و تعداد کانال های کنترل خودکار انجام شد و از همه مهمتر - افزایش قابلیت اطمینان تخصیص اهداف هوا ، از جمله پروازهای کم ، در برابر پیشینه بازتاب از هر سطوح اساسی و توانایی هدایت مبارزان به اهداف شناسایی شده. این آثار با ایجاد مجتمع هواپیمای هشدار و کنترل اولیه A-50 اجرا شد.
ایجاد یک رادار قادر به تشخیص اهداف هوا در برابر پس زمینه سیگنال های منعکس شده از سطح زیرین به لطف نتایج چندین اثر تحقیقاتی اساسی در دهه 50 آغاز شد (راما ، دریاچه ، Uley-C4). کار اساسی که توسعه بیشتر مجتمع های AWACS را تعیین می کند ، کار تحقیقاتی "Bee-67" (سرپرست A.T. Metelsky) بود. با توجه به نتایج خود ، این موسسه دو OCD را انجام داد.
اولین مورد ایجاد یک ایستگاه Nagorno-Radio برای تشخیص اهداف هوایی کم پرواز در برابر پس زمینه زمین Periscope-V RTK است. به زودی پس از تصویب آن ، این مجتمع مدرن شد ("Periscope-VM"). طراح اصلی هر دو اثر A.T. Metelsky Periscope-B و Periscope-VM در مرزهای جنوبی ، شمالی و شرقی کشور واقع شده بودند.
ROC دوم ، که از نتایج کار تحقیقاتی PCHELA-67 استفاده کرده است ، ایجاد یک مجتمع مهندسی رادیو برای هواپیماهای A-50 است که در سال 1985 توسط نیروی هوایی داخلی اتخاذ شده است. و تست های دولتی تعداد زیادی از متخصصان صنعت و نیروهای مسلح درگیر اجرای آنها بودند. از نیروی هوایی ، تیپ آزمایش توسط سرهنگ A.I هدایت شد. میشین
ایجاد یک مجتمع مهندسی رادیو برای هواپیماهای A-50 یکی از مهمترین دستاوردهای علمی و فنی تیم شرکتها و بنگاههای ما است که همکاری را تشکیل می دهند و همچنین کل هواپیماهای داخلی و ساخت رادیو. سهم عظیمی در ایجاد این مجموعه توسط: رئیس طراح V.P. ایوانوف ، L.D. Bakhrakh ، A.V. واسیلیف ، V.M. Vorontsov ، V.A. گاندورین ، V.P. Ivanov-Jr. ، V.I. Karpeev ، L.Ya. Melnikov ، S.N. میناف ، L.N. پتروف ، V.F. Ozhdaev ، O.V. دانشمندان ، VT. دوباره مهندسان ، استن. استنیشف و سایر مهندسان ، کونوولوف.

### 1991: فضاپیمای Almaz-1 با Sword-KU RSA با قابلیت های گسترده
در مارس 1991 ، فضاپیمای Almaz-1 با Sword-KU RSA با قابلیت های فنی گسترده به مدار راه اندازی شد (طراحان اصلی P.O. Salganik ، I.G. Osipov).

### 1987: فضاپیمای Cosmos-1870 با شمشیر-K RSA
در سال 1966 ، توسعه Sword-A RSA (طراح ارشد P.O. Salganik) برای ایستگاه مداری Almaz-A آغاز شد. متأسفانه ، مجموعه ای از تجهیزات که چرخه کامل آزمایش زمین را به عنوان بخشی از ایستگاه Almaz پشت سر گذاشت ، هرگز راه اندازی نشد ، و در عوض این موسسه SECH-K RSA را برای یک وسیله نقلیه بدون سرنشین از همان سری Almaz اختصاص داد. در ژوئیه 1987 ، فضاپیمای Cosmos-1870 با شمشیر K RSA به مدار راه اندازی شد. عملیات موفقیت آمیز از ژوئیه 1987 تا ژوئیه 1989 امکان دستیابی به مقدار زیادی از تصاویر رادار را فراهم کرد.

### 1971: راه اندازی مجتمع مشاهده سطح زمین مبتنی بر فضا
به موازات توسعه سیستم های حمل و نقل هوایی برای مشاهده سطح زمین ، این مؤسسه کار خود را برای ایجاد سیستم های مشابه مبتنی بر فضا آغاز کرد

### 1944-1965
شرکت وگا کانسرن سیستمهایی را ایجاد کرد که توسط ارتش اتحاد جماهیر شوروی به تصویب رسیدند. اولین کار TSKB-17 (و سپس NII-17)-مجموعه رادار Rubidium برای هواپیماهای TU-4 تحت رهبری طراح ارشد Y.B. شاپیروفسکی. سپس ، در NII-17 ، تحت رهبری V.V. Tikhomirov ، ایستگاه های رادار Kadmiy ، آرگون برای بمب افکن TU-16 و زمرد برای جنگنده MIG-17P و تحت رهبری A.B. Slepushkin ، رادار Toriy-A برای جنگنده MIG-15.
در سال 1950 ، تحت رهبری V.E. کلچینسکی ، تحقیقات آغاز شد و سپس توسعه سرعت و تخریب سرعت داپلر (DIST). اولین دستگاه از این دست "مسیر" بود که بیش از 20 سال در اصلاحات مختلف تولید شد. این هواپیما در هواپیماهای TU-104 ، TU-114 ، TU-134 ، IL-18 و AN-12 استفاده شد. توسعه بیشتر Diss Strela ، MAST ، مورد استفاده در TU-154 ، IL-62 ، AN-22 و هواپیماهای تخریب شده-برای هواپیماهای IL-86 ، YAK-42 ، AN-72 بود. در همان مدت زمان ، DISS "Bereg" و "بادبان" برای وسایل نقلیه هوایی بدون سرنشین نیروی دریایی اتحاد جماهیر شوروی و همچنین سری "پیچ" برای هلیکوپترها توسعه یافتند.
تحت رهبری V.E. کلچینسکی ، رادار فرود سیاره داپلر نیز ساخته شد که یک فرود نرم روی سطح قمری Luna -16 ، -17 ، -20 ، -21 ، -23 ، -24 قرار داد. این ایستگاه ها با تجهیزات علمی و تلویزیونی بر روی سطح قمری ، وسایل نقلیه خودران شده (لونوخودوف) را فرود آوردند و نمونه هایی از خاک قمری را گرفتند.
    از سال 1957 ، تحت رهبری S.T. Egorov ، کار روی رادار منفعل آغاز شد. حدود دوجین نمونه اصلی دستگاههای رادیومتری مایکروویو برای اهداف مختلف در تابلوهای هلیکوپتر و هواپیما ، فضاپیما و ماهواره های زمین مصنوعی مداری برای حل مشکلات علمی و کاربردی استفاده شد.
در دهه 1960 ، تحت رهبری A.L. Mikelyan ، پروژه های تحقیق و توسعه تونل و مرجان انجام شد که امکان استفاده از منبع جدیدی از دامنه نوری را نشان می داد - لیزر در تجهیزات در دست توسعه. این امر امکان ایجاد سیستم ها و مجتمع ها با ویژگی های تاکتیکی اساسی جدید را فراهم می آورد. نتیجه این بود که ایجاد تجهیزات شناسایی هوایی SPIRE-1 (طراح ارشد A.B. Slepushkin) برای هواپیماهای MIG-21R و SPIRE-2 (طراح اصلی A.K. Stolyarov) برای هواپیماهای SU-24MR بود.
در اوایل دهه 1960 ، کار در اتحاد جماهیر شوروی در رادار با دیافراگم آنتن سنتز (PCA) آغاز شد. انستیتوی تحقیقاتی مسکو نقش مهمی در کار تحقیقاتی "آزیموت" به عهده داشت که تحت رهبری A.P. Reutov در VVIA به نام N.E. ژوکوفسکی. این برای اولین بار با به دست آوردن یک تصویر با وضوح بالا ، اصول PCA را پیاده سازی کرد. در خود مؤسسه ، تحت رهبری P.O. سالگانیک ، کار تحقیقاتی اساسی "تیغه" انجام شد که در نتیجه تصاویر رادار از منطقه به دست آمد و مشاهده اشیاء روی آن مورد بررسی قرار گرفت. از سال 1962 ، تحت رهبری A.T. Metelsky ، و از سال 1965 - G.A. Sonnenstral ، توسعه رادار هواپیما برای نمای جانبی B-001 انجام شد. در پایان آزمایشات ایالتی ، رادار به عنوان بخشی از هواپیماهای Yak-28B وارد واحدهای جنگی شد. ادامه این آثار توسعه سیستم های BKR-1 برای SU-24MR و BKR-2 برای هواپیماهای TU-22 تحت رهبری طراحان ارشد O.N بود. Yakovlev ، A.A. ایلیوشین ، L.N. Tyapkina. RSA برای این مجتمع ها تحت رهبری وی وی وپرینتسوف طراحی شدند 